# Campionato di calcio FGNI 1904
Il Campionato Italiano di calcio FGNI  fu la 6ª edizione del Torneo FGNI, disputatosi tra maggio e giugno del 1904 con la fase finale durante il Concorso Ginnico Nazionale di Firenze. Il campionato fu vinto dal Milan che sconfisse in finale l'Andrea Doria.

## Stagione
Il torneo fu organizzato dalla Federazione Ginnastica Nazionale italiana (FGNI), e vi parteciparono sette squadre, tre lombarde, due venete, una ligure ed una laziale.
La competizione fu il quinto campionato del calcio organizzato dalla FGNI, in parallelo al Campionato italiano di calcio della FIF.

### Formula
Il formato del torneo prevedeva quattro turni eliminatori interregionali, ligure, lombardo, veneto e laziale. Così riporta, in tal senso, l'organo ufficiale della FGNI: "Le gare eliminatorie dei campionati dei giuochi dovranno avere termine entro il 23 maggio. Le gare eliminatorie si svolgono nell'ambito dei concorsi ginnici interregionali (...)".
La fase finale del torneo prevedeva lo svolgimento di un quadrangolare composto da semifinali e finale.

### Avvenimenti
La mattina del 14 maggio a Padova si affrontarono le squadre del L.R. Vicenza e del Reyer Venezia per il turno di eliminatoria interregionale veneto. La partita terminò con un pareggio (2-2) cosicché il pomeriggio dello stesso giorno il match venne ripetuto. In questo secondo incontro il Vicenza superò il Reyer con un punteggio di 4-2.

Le gare eliminatorie lombarde si tennero il 22 maggio presso il Campo Acquabella di Milano. La prima partita vide la vittoria a tavolino del Milan sulla Mediolanum per il ritiro di quest'ultima. Il secondo incontro venne disputato tra il Milan e il Sempione, terminato col risultato di 2-1.

Le squadre dell'Andrea Doria e della Forza e Coraggio, ritrovandosi sole nelle rispettive qualificazioni furono direttamente qualificate alla fase finale.

La fase finale venne disputata in occasione del "Concorso ginnastico nazionale" di Firenze il 2 e 3 giugno 1904. Alla manifestazione si presentarono solamente tre delle squadre qualificate, il Milan, il Vicenza e il Doria.

Nella semifinale l'Andrea Doria sconfisse per 5-0 il Vicenza. In finale il Doria venne sconfitto dal Milan con il risultato di 3-2.

Il Milan conquistò il titolo di Campione Italiano e la Coppa d'Onore, mentre l'Andrea Doria ricevette la medaglia grande d'argento.

## Squadre partecipanti

### Lombardia
| Club       | Stagione  | Città  | Note                                |
| ---------- | --------- | ------ | ----------------------------------- |
| Milan      | dettaglio | Milano | Vincitrice del Torneo FGNI ex aequo |
| Sempione   | dettaglio | Milano | Prima partecipazione                |
| Mediolanum | dettaglio | Milano | Semifinale del Torneo FGNI          |

### Liguria
| Club         | Stagione  | Città  | Note                                |
| ------------ | --------- | ------ | ----------------------------------- |
| Andrea Doria | dettaglio | Genova | Vincitrice del Torneo FGNI ex aequo |

### Lazio
| Club             | Stagione  | Città | Note                 |
| ---------------- | --------- | ----- | -------------------- |
| Forza e Coraggio | dettaglio | Roma  | Prima partecipazione |

### Veneto
| Club          | Stagione  | Città   | Note                       |
| ------------- | --------- | ------- | -------------------------- |
| Vicenza       | dettaglio | Vicenza | Semifinale del Torneo FGNI |
| Reyer Venezia | dettaglio | Venezia | Prima partecipazione       |

## Risultati

### Calendario

#### Eliminatoria lombarda
| Milano 22 maggio 1904 Prima partita | Milan | 2 – 0 (tav.) referto | Mediolanum | Campo Acquabella |

| Arbitro: | Bosisio (Milano) |

|               |           |   |
| Pedroni Trerè | Marcatori | ? |

- Milan qualificato alla finale.

#### Eliminatoria ligure
- Andrea Doria unica iscritta e qualificata alla semifinale.

#### Eliminatoria veneta
| Padova 15 maggio 1904, ore 10:00 Eliminatoria veneta | Vicenza   | 2 – 2 | Reyer Venezia |  |
| \| \| \| \| \| ? \| Marcatori \| ? \|                |           |       |               |  |
|                                                      |           |       |               |  |
| ?                                                    | Marcatori | ?     |               |  |

| Padova 15 maggio 1904, ore 17:00 Ripetizione | Vicenza   | 4 – 2 | Reyer Venezia |  |
| \| \| \| \| \| ? \| Marcatori \| ? \|        |           |       |               |  |
|                                              |           |       |               |  |
| ?                                            | Marcatori | ?     |               |  |

- Vicenza qualificata alla semifinale.

#### Semifinale
| Arbitro: | Bosisio (Milano) |

|   |           |  |
| ? | Marcatori |  |

- Andrea Doria qualificata alla finale.

#### Finale
| Arbitro: | Bosisio (Milano) |

|   |           |   |
| ? | Marcatori | ? |

### Verdetto
- Milan Campione d'Italia FGNI 1904 (Vincitore della Coppa Federale Ginnastica)